# アレクサンダー・ソルダトキン
アレクサンダー・ソルダトキン（Alexandr Soldatkin、1993年6月10日 - ）は、ドイツの男性総合格闘家。SPITFIREGYM in Berlin所属。

## 来歴
幼少期にジャッキー・チェンやジャン＝クロード・ヴァン・ダムに憧れ、8歳から多様な格闘技を学び、11歳でMMAを始める。徒手格闘技ではロシア王者やW杯・世界大会で複数回優勝する実績を持つ。2015年にプロデビュー後、ロシアの団体で11連勝。UFC契約をかけて出場したDWCSでは反則により失格となるが、2024年9月にはGFCでTKO勝利を挙げた。

### RIZIN
クロアチアを中心にイベントを開催するFNCの推薦選手として、RIZINが10年振りに行うRIZIN WORLD GP 2025 ヘビー級トーナメントに参戦が決定した。
2025年6月14日、RIZIN LANDMARK 11のRIZIN WORLD GP 2025 ヘビー級トーナメント1回戦でHEXAGONE MMA（HMMA）ヘビー級王者のプリンス・アウンアラーと対戦、3-0の判定勝ちで準決勝進出を果たした。当初は同年5月4日のRIZIN男祭りでOctagon Leagueヘビー級王者のイズラムベック・ベクティベック・ウルーと対戦する予定だったが、イズラムベックの負傷欠場によりRIZIN LANDMARK 11にスライドされる形でアウンアラーが代役出場した。

## 戦績

### プロ総合格闘技
| 総合格闘技 戦績 | 総合格闘技 戦績 | 総合格闘技 戦績 | 総合格闘技 戦績 | 総合格闘技 戦績 | 総合格闘技 戦績 | 総合格闘技 戦績 |
| --------------- | --------------- | --------------- | --------------- | --------------- | --------------- | --------------- |
| 21 試合         | (T)KO           | 一本            | 判定            | その他          | 引き分け        | 無効試合        |
| 16 勝           | 11              | 2               | 3               | 0               | 0               | 1               |
| 4 敗            | 0               | 1               | 2               | 1               | 0               | 1               |

| 勝敗 | 対戦相手                               | 試合結果                                   | 大会名                                                          | 開催年月日     |
|      | マレク・サモチュク                     | 試合前                                     | RIZIN.51 【RIZINヘビー級WORLDグランプリ決勝】                   | 2025年9月28日  |
| ○    | 上田幹雄                               | 2R 3:05 TKO（パウンド）                    | 超RIZIN.4 真夏の喧嘩祭り 【RIZINヘビー級WORLDグランプリ準決勝】 | 2025年7月27日  |
| ○    | プリンス・アウンアラー                 | 5分3R終了 判定3-0                          | RIZIN LANDMARK 11 【RIZINヘビー級WORLDグランプリ1回戦】         | 2025年6月14日  |
| ○    | ブグラハン・アルパルスラン             | 1R 0:19 KO (パンチ)                        | Eclipse Fight Night 3                                           | 2024年9月28日  |
| ×    | マリオ・ピアゾン                       | 3R 0:20 失格 (グラウンド状態での膝蹴り)    | Dana White's Contender Series 2023: Week 8                      | 2023年9月26日  |
| －   | ベンジャミン・シェヒッチ               | 無効試合（ソルダトキンによる薬物検査失格） | Ares FC 15: Pena vs. Saadi                                      | 2023年5月11日  |
| ○    | ロジャース・ソウザ                     | 1R 0:55 KO (パンチ)                        | Open Fighting Championship 26                                   | 2022年11月12日 |
| ○    | ジャクソン・ゴンサルベス               | 1R 3:57 KO（左フック)                      | Open Fighting Championship 16                                   | 2022年1月29日  |
| ○    | エディヴァン・サントス                 | 1R 2:13 KO (パンチ)                        | RCC: Intro 18                                                   | 2021年11月20日 |
| ○    | アレックス・コルハ                     | 1R 0:39 KO（パンチ)                        | Open Fighting Championship 9                                    | 2021年8月27日  |
| ○    | エフゲニー・ゴルブ                     | 1R 0:21 KO (パンチ)                        | Open Fighting Championship 7                                    | 2021年7月24日  |
| ○    | レオン・ソアレス                       | 1R 4:50 腕ひしぎ十字固め                   | Open Fighting Championship 2                                    | 2021年2月20日  |
| ○    | イズラムベック・ベクティベック・ウルー | 5分3R終了 判定3-0                          | Open Fighting Championship 1                                    | 2020年12月26日 |
| ○    | ファヨズ・ショムロドフ                 | 1R 0:42 KO (パンチ)                        | MMA Series 19                                                   | 2020年10月31日 |
| ○    | アブドッラー・ヘイダリ・ザデー         | 1R 0:54 KO (パンチ)                        | Battle 4: Volgograd Battle                                      | 2019年10月25日 |
| ○    | アルセン・アバカロフ                   | 1R 2:48 KO (パンチ)                        | Battle 2: Road To GFC                                           | 2019年5月1日   |
| ×    | オレグ・ポポフ                         | 5分3R終了 判定0-3                          | Battle on Volga 10                                              | 2019年4月14日  |
| ○    | イリヤス・ハノフ                       | 2R 2:57 KO (パンチ)                        | Battle on Volga 5                                               | 2018年8月11日  |
| ×    | シャミル・アバソフ                     | 5分3R終了 判定0-3                          | Battle on Volga 4                                               | 2018年5月11日  |
| ○    | クセイン・アダモフ                     | 5分3R終了 判定3-0                          | Battle on Volga 3                                               | 2018年3月4日   |
| ○    | ユーリー・フェドロフ                   | 1R 3:02 腕ひしぎ十字固め                   | Battle on Volga 2                                               | 2018年1月13日  |
| ×    | アンドレイ・セレツォフ                 | 1R 1:03 腕ひしぎ十字固め                   | Teiwaz Production                                               | 2015年8月1日   |

### キックボクシング
| キックボクシング 戦績 | キックボクシング 戦績 | キックボクシング 戦績 | キックボクシング 戦績 | キックボクシング 戦績 | キックボクシング 戦績 | キックボクシング 戦績 |
| --------------------- | --------------------- | --------------------- | --------------------- | --------------------- | --------------------- | --------------------- |
| 1 試合                | (T)KO                 | 判定                  | その他                | 引き分け              | 無効試合              |                       |
| 1 勝                  | 0                     | 1                     | 0                     | 0                     | 0                     |                       |
| 0 敗                  | 0                     | 0                     | 0                     | 0                     | 0                     |                       |

| 勝敗 | 対戦相手           | 試合結果       | 大会名 | 開催年月日     |
| ○    | イヴァン・ロマノフ | 3R終了 判定3-0 | RCC 17 | 2023年12月15日 |

### グラップリング
| 勝敗 | 対戦相手               | 試合結果       | 大会名        | 開催年月日    |
| ×    | リー・ニエ＝ニドワーズ | 1R 1:22 肩固め | The Contender | 2016年3月19日 |